# Eduard Lürssen

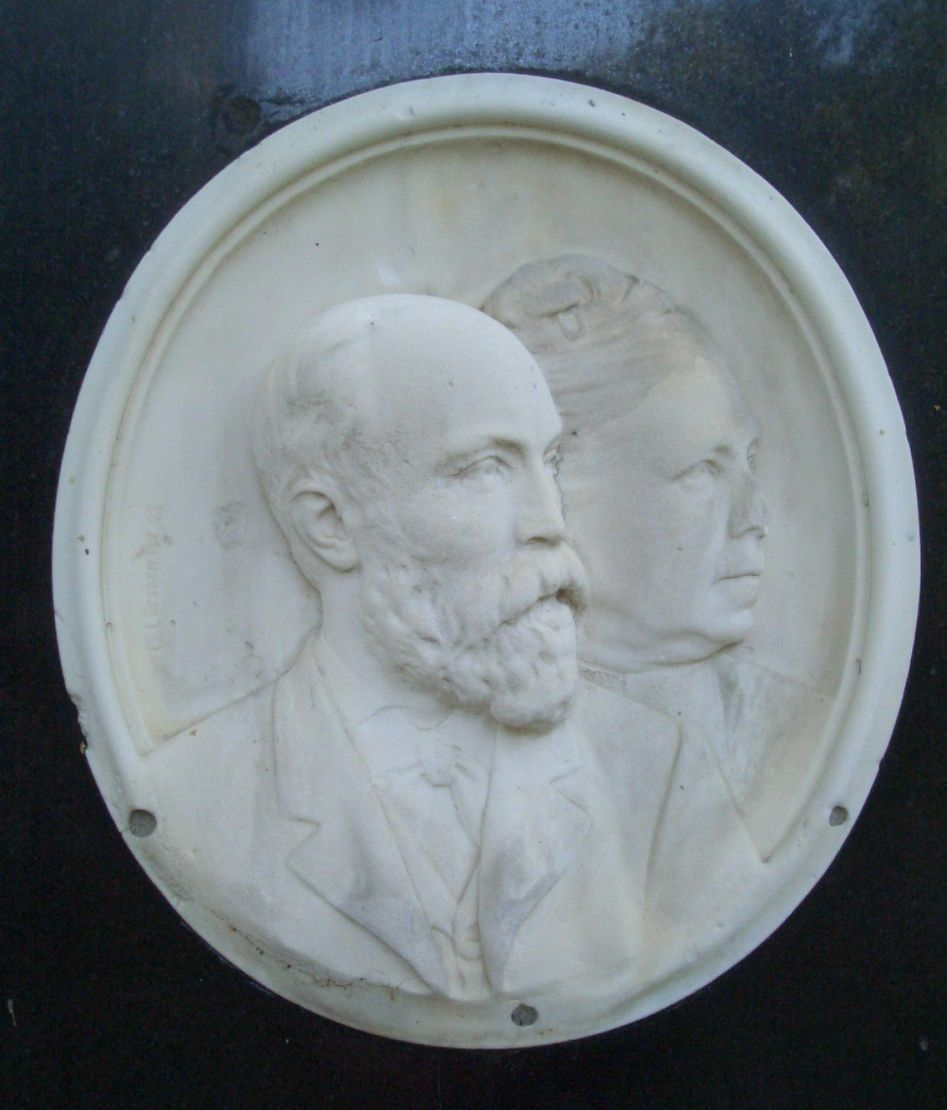
Porträtmedaillon auf dem Grabstein für Marie und Eduard Lürssen (von Bildhauer Carl Lürssen)

Eduard Lürssen (* 11. November 1840 in Kiel; † 18. Februar 1891 in Berlin; vollständiger Name Eduard August Lürssen) war ein deutscher Bildhauer und Medailleur.

## Leben
Eduard Lürssen studierte die Bildhauerei an der Berliner Kunstakademie als Schüler von Hermann Heidel und Hermann Schievelbein. Er lehrte später selbst als Professor dekorative Plastik an der Berliner Bauakademie. Zu seinen Schülern dort zählten Ludwig Brunow und Eugen Boermel.
Sein Sohn Walter Eduard Lürssen wie auch seine Verwandten Carl Lürssen und Andreas Lürssen wurden ebenfalls Bildhauer.
Eduard Lürssen setzte seinem Leben selbst ein Ende und wurde auf dem Friedhof I der Jerusalems- und Neuen Kirchengemeinde beigesetzt. Das Grab der Eheleute Marie und Eduard Lürssen ist noch vorhanden. Das Porträtmedaillon der beiden  wurde von Carl Lürssen geschaffen.

## Werk
- Figurengruppe „Gewerbefleiß“ auf der Belle-Alliance-Brücke in Berlin-Kreuzberg (verschollen)
- Plastischer Schmuck der Kaiser-Wilhelm-Brücke in Berlin-Mitte (verloren)
- Bronzestatue des Großen Kurfürsten an der Fassade des Polizeipräsidiums in Berlin (vermutlich zerstört)
- Prinz-Heinrich-Brunnen in Kiel (nur Figur der Kilia erhalten und seit 1977 in der Dänischen Straße aufgestellt)[1]
- Porträtbüste von Gustav Harkort im Hauptbahnhof in Leipzig
- Taufengel in der Kapelle Sophienhof bei Preetz
- Büste Jacob Grimm (erhalten)
- Büste Wilhelm Grimm (erhalten)
- Büste Friedrich Gabriel Muhlius in Kiel (erhalten)
- Brunnen mit Borussia, heute im Garten der Villa Wildt, Am Sandwerder 1 in Berlin-Wannsee (2009 restauriert durch Bildhauer Hans Starcke, Spandau)
- Denkmal für Hermann Steudner in Görlitz (Büste zerstört)
- Kenotaphe mit Liegefiguren der Geschwister Graf Stanislaus Dönhoff (1795–1816) und Gräfin Angelika zu Dohna geb. Gräfin Dönhoff (1794–1866), 1889 (datiert und signiert) für die Gedächtniskapelle im Schloss Dönhoffstädt in Ostpreußen (erhalten)
- Marmorrelief Eduard Bonnell auf dessen Grab auf dem Französischen Friedhof Berlin (1878)
- Grabmal Mathilde Ramm auf dem Georgenfriedhof Berlin (1878)
- Grabrelief Prof. Theodor Haarbrücker († 1880) auf dem Alten Luisenstädtischen Friedhof Berlin (1881)

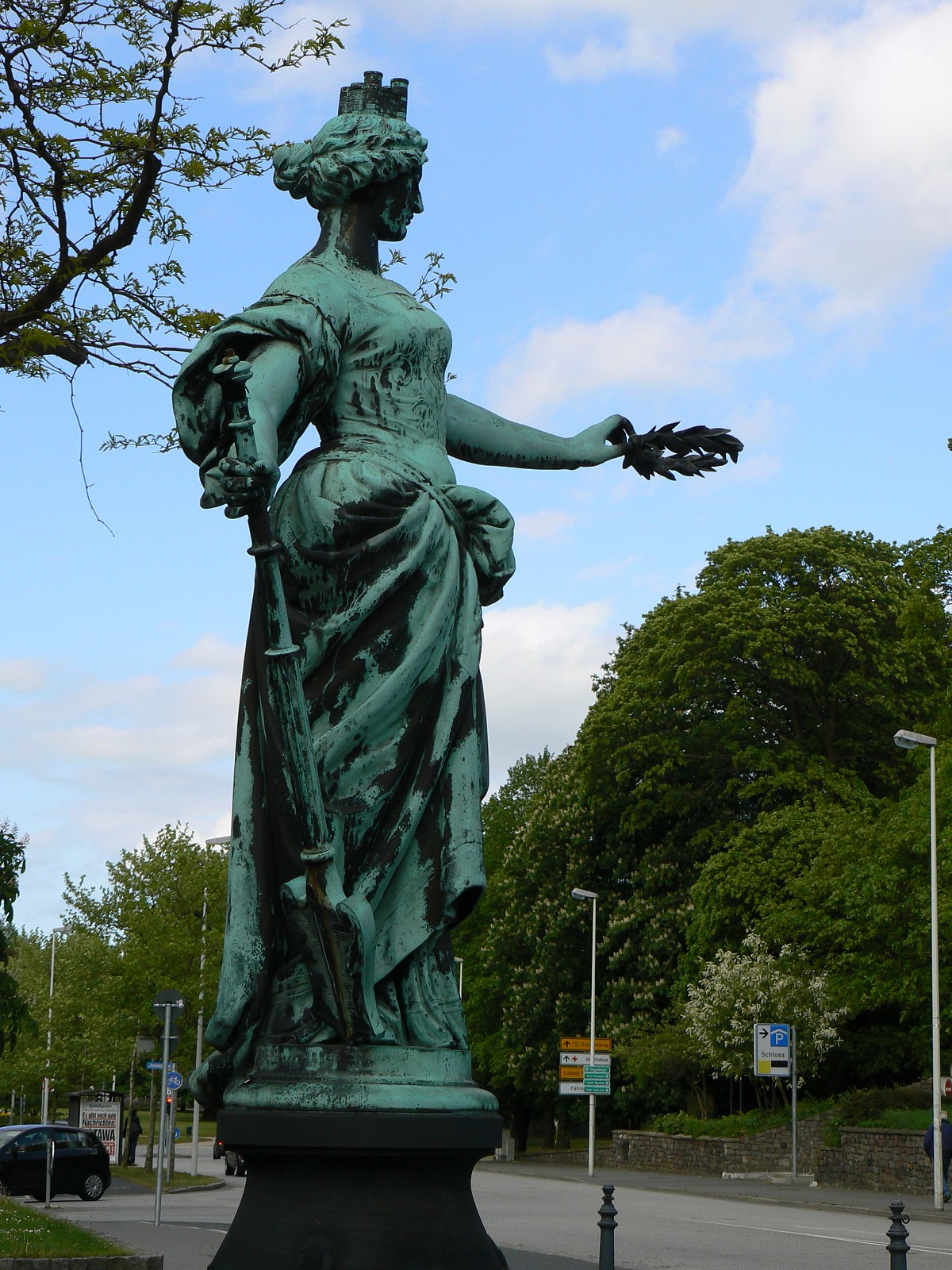
Statue der Kilia in Kiel
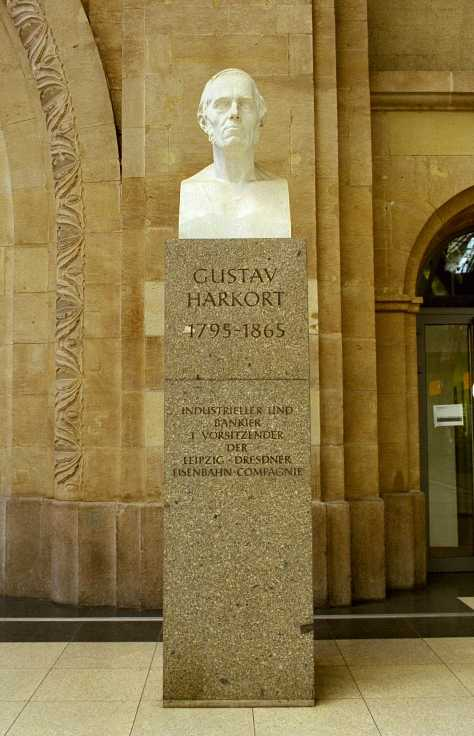
Gustav-Harkort-Büste in Leipzig
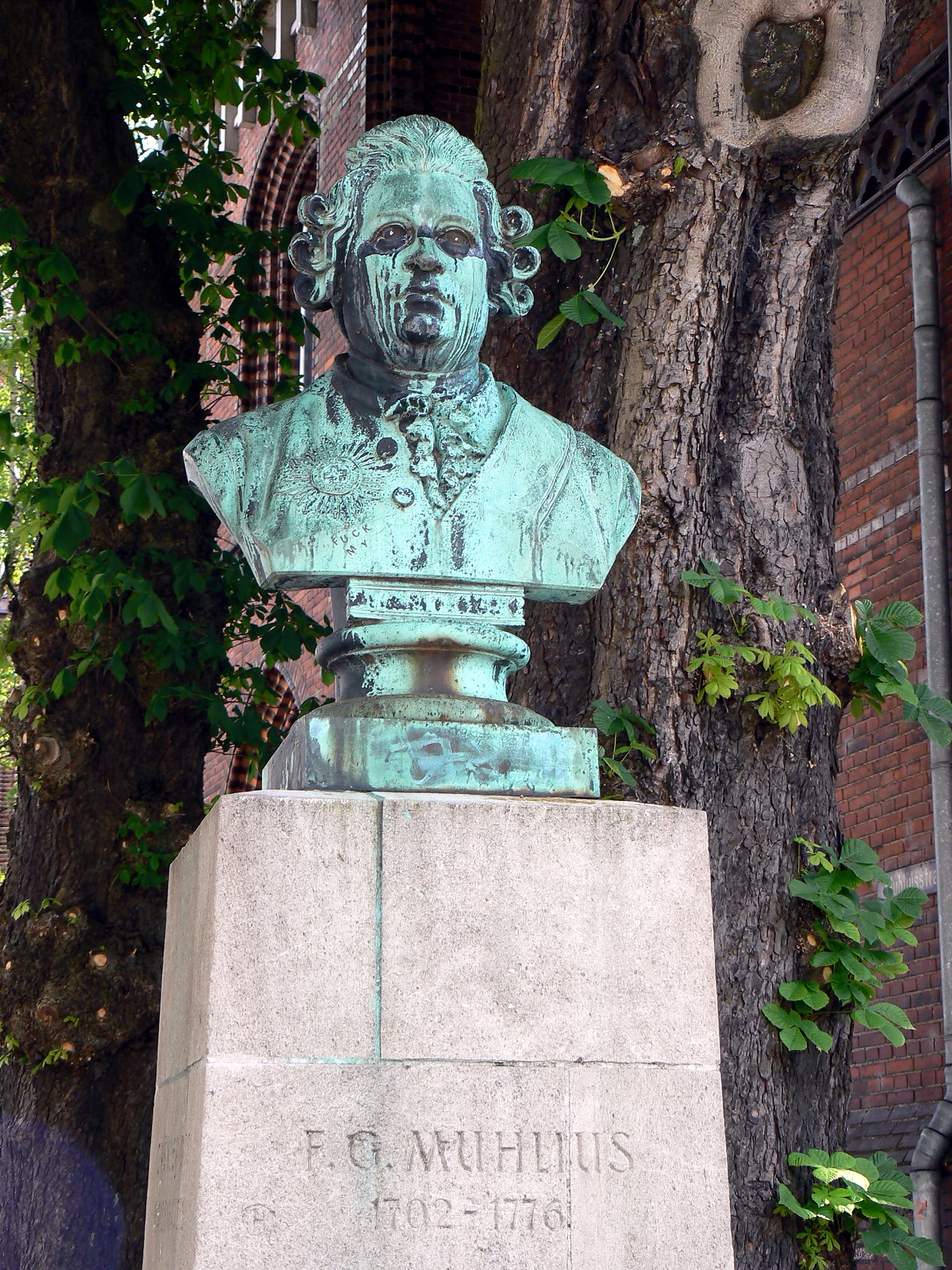
Muhlius-Büste in Kiel
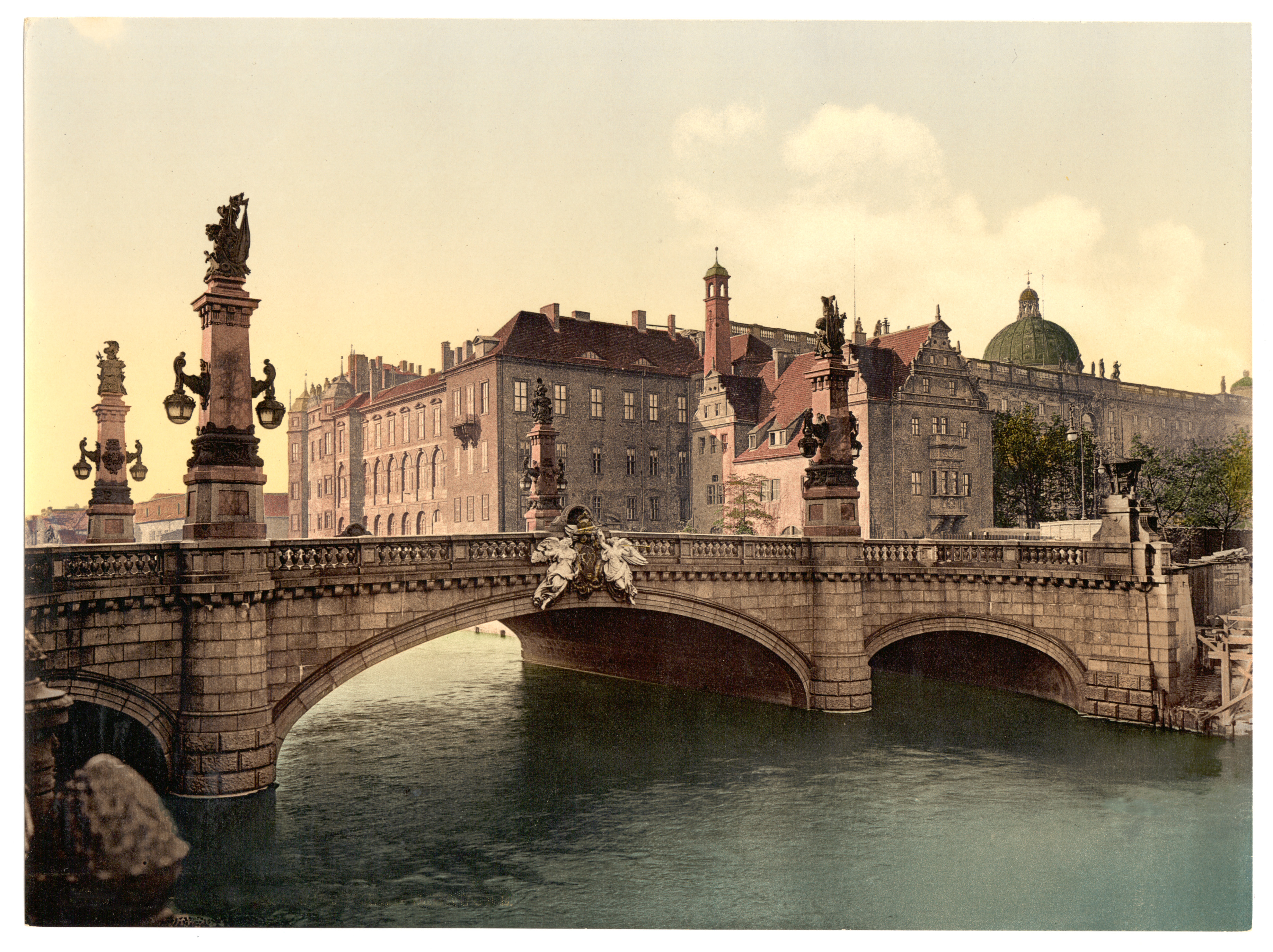
Figurenschmuck der Kaiser-Wilhelm-Brücke in Berlin
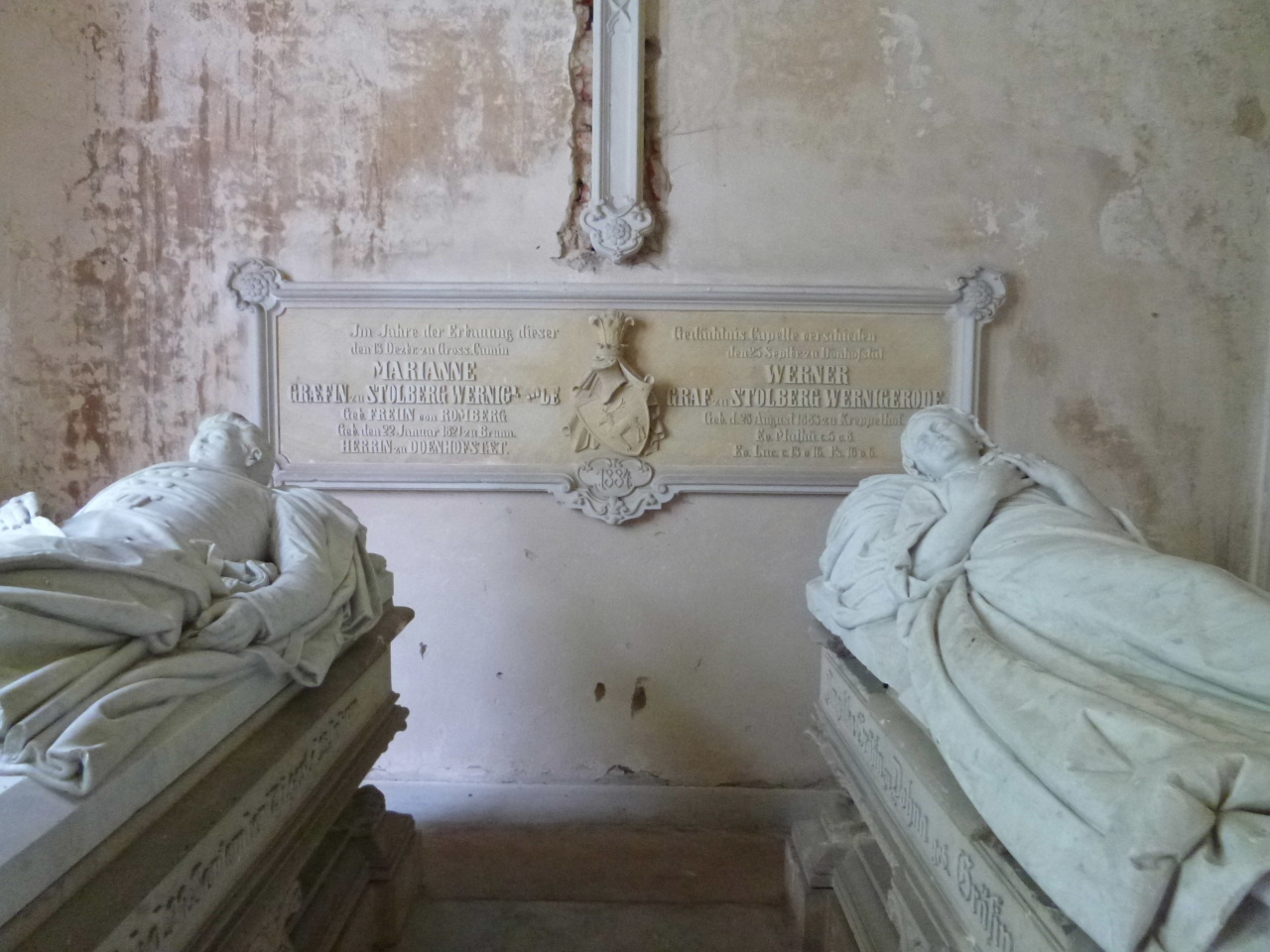
Kenotaphe mit den Liegefiguren der Geschwister Angelika und Stanislaus Dönhoff auf Schloss Dönhoffstädt

## Medaillen
- 1879: Fanny Hitzig geb. Reiss, einseitiger Bronzeguss, 91 mm
- 1877: Richard Lucae (Architekt), einseitiger Bronzeguss, 104 mm
- 1878: Karl Müllenhoff (Germanist in Kiel und Berlin), einseitiger Bronzeguss, 87 mm
- 1880: Friedrich Wöhler (Chemiker), Bronzeguss, 100 mm
- 1885: Karl Weierstraß (Mathematiker), Bronze, zu dessen 70. Geburtstag[2]